# Eucynortula auropicta
Eucynortula auropicta is een hooiwagen uit de familie Cosmetidae.